# Tüßling
Tüßling (bairisch: Düßling) ist ein Markt im oberbayerischen Landkreis Altötting.

## Geographie

### Lage
Tüßling liegt etwa fünf Kilometer westsüdwestlich der Stadtmitte von Altötting am Südrand der weiten Talebene des Inns, der etwa drei Kilometer weiter im Norden ostwärts zieht. Durch den Ort fließt der Mörnbach, auch Mörn genannt, der sich im Hauptort Tüßling von nördlichen auf östlichen Lauf wendet. Das südliche Gemeindegebiet ist hügelig und spärlich besiedelt, aus ihm laufen kurze Bäche nordwärts zu der Mörn und dem Inn gemeinsamen Talebene, während die großen Siedlungsplätze sich im Tiefland im Nahbereich der Mörnknies drängen. Der mit etwa 398 m ü. NHN niedrigste Punkt des Gemeindegebietes liegt im Nordosten am Ausfluss des Mörnbachs, Tüßling nahe am Nordwesteck auf etwa 407 m ü. NHN, die größten Höhen am Südrand erreichen bis etwa 452 m ü. NHN.

### Nachbargemeinden
Die Gemeinde grenzt im Norden an die Gemeinde Teising, im Nordosten und Osten an die Stadt Altötting, im Südosten kurz an die Gemeinde Kastl, im Süden an die Gemeinde Unterneukirchen, die sämtlich zum Landkreis Altötting gehören. Im Westen liegt jenseits der Kreisgrenze die Gemeinde Polling im Landkreis Mühldorf am Inn.

### Gemeindegliederung
Es gibt 33 Gemeindeteile (in Klammern ist der Siedlungstyp angegeben):
- Alte Bahn (Siedlung)
- Auösterer (Einöde)
- Boinham (Weiler)
- Buch (Dorf)
- Burgkirchen a.Wald (Pfarrdorf)
- Edelthalham (Einöde)
- Engolding (Weiler)
- Gänsberg (Einöde)
- Gassen (Einöde)
- Haid (Einöde)
- Heiligenstatt (Kirchdorf)
- Hiebl (Einöde)
- Hüttenberg (Einöde)
- Kiefering (Weiler)
- Krems (Einöde)
- Kronack (Einöde)
- Moos (Dorf)
- Mooshäusl (Einöde)
- Mörmoosen (Kirchdorf)
- Neue Heimat (Siedlung)
- Reichbrandstätt (Einöde)
- Reichenspurn (Einöde)
- Sägmeister (Einöde)
- Schlehub (Einöde)
- Schwanthal i.Loch (Einöde)
- Schwarzbrunn (Einöde)
- Stockham (Einöde)
- Streitberg (Weiler)
- Troßmating (Einöde)
- Tüßling (Hauptort)
- Wallering (Einöde)
- Waltenberg (Weiler)
- Weitfeld (Einöde)

Es gibt die Gemarkungen Mörmoosen, Tüßling und Unterburgkirchen.

## Geschichte

### Bis zur Gemeindegründung
Zwischen 711 und 728 wurde Tüßling als „Tuzzilingen“ zum ersten Mal in einem Salzburger Güterverzeichnis genannt. Seit jeher gehörte der Ort zur Pfarrei Burgkirchen am Wald, deren Pfarrkirche St. Rupert im 15. Jahrhundert erbaut und barock ausgestattet wurde. 1377 bzw. 1379 wurde der Ort unter den Grafen Toerring zum Markt erhoben. Der Markt kam später an die Grafen von Haslang-Hohenkammer. Der Ort war Teil des Kurfürstentums Bayern (Landgerichtsbezirk Mörmoosen) und bildete eine geschlossene Hofmark, deren Sitz Schloss Tüßling war. Tüßling besaß zwar das Marktrecht, konnte jedoch wegen der Hofmarksherrschaft nur geringe Teile davon durchsetzen.
Die ersten urkundlichen Erwähnungen von Mörmoosen finden sich in Schenkungsurkunden aus den Jahren zwischen 748 und 788. 1804 wurde das Landgericht Mörmoosen aufgelöst. 
Im Zuge der Verwaltungsreformen in Bayern entstanden mit dem Gemeindeedikt von 1818 die Gemeinden Mörmoosen, Unterburgkirchen, Tüßling Markt und Tüßling Vormarkt.

### Eingemeindungen
Am 1. Januar 1900 wurde die Gemeinde Tüßling (Vormarkt) nach Tüßling eingemeindet. Am 1. Oktober 1970 kam die Gemeinde Mörmoosen hinzu. Am 1. Oktober 1971 folgten Teile der ehemaligen Gemeinde Unterburgkirchen mit Burgkirchen am Wald. Das ehemalige Hofmarksrichterhaus dient seit 1978 als Rathaus. 1978 wurden die Verwaltungen der Gemeinde Tüßling und der Gemeinde Teising zur Verwaltungsgemeinschaft Tüßling zusammengelegt. Diese Verwaltungsgemeinschaft wurde auf Bestreben der Gemeinde Teising mit Wirkung ab 1. Januar 1998 wieder aufgelöst.

### Einwohnerentwicklung
Zwischen 1988 und 2018 wuchs der Markt von 2421 auf 3300 um 879 Einwohner bzw. um 36,3 %.

## Politik

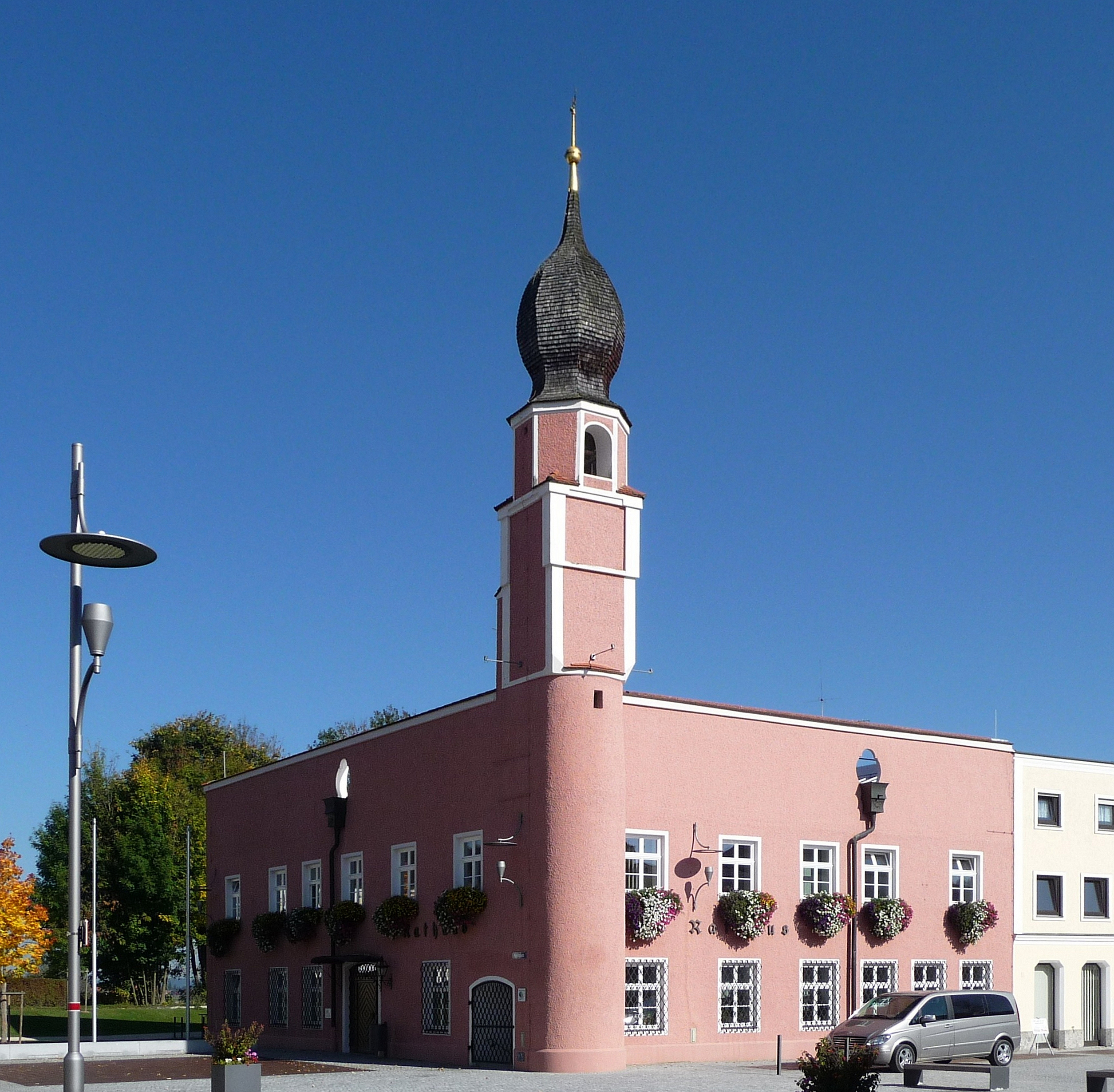
Rathaus von Tüßling

- Grüne: 3
- SPD: 2
- FW: 4
- CSU: 7

### Bürgermeister
Erster Bürgermeister ist Markus Bauer (Freie Wähler). Er ist seit 1. April 2024 im Amt. Vorgänger war seit 2020 Helmuth Wittich (Freie Wähler), der aus gesundheitlichen Gründen aus dem Amt schied. Dessen Vorgängerin von Mai 2014 bis April 2020 war Stephanie von Pfuel (CSU). Vor ihr amtierte Heinrich Hollinger (SPD).

### Gemeinderat
Der Gemeinderat setzt sich seit dem 1. Mai 2020 wie folgt zusammen:
| Partei/Liste    | 2020   | 2020   | 2014   | 2014   |
| Partei/Liste    | %      | Sitze  | %      | Sitze  |
| --------------- | ------ | ------ | ------ | ------ |
| CSU             | 44,0   | 7      | 58,2   | 9      |
| Freie Wähler    | 23,0   | 4      | 18,8   | 3      |
| Grüne           | 18,0   | 3      | –      | –      |
| SPD             | 15,0   | 2      | 23,0   | 4      |
| Gesamt          | 100    | 16     | 100    | 16     |
| Wahlbeteiligung | 63,9 % | 63,9 % | 57,6 % | 57,6 % |

### Gemeindefinanzen
Im Jahr 2018 betrugen die Gemeindesteuereinnahmen 3288 T€, davon waren 852 T€ Gewerbesteuereinnahmen (netto).

### Wappen
| Wappen des Marktes Tüßling | Blasonierung: „In Silber eine rote heraldische Rose an beblättertem grünen Zweig.“ |
| Wappen des Marktes Tüßling | Das Wappen wird seit dem 16. Jahrhundert geführt.                                  |

## Kultur und Sehenswürdigkeiten

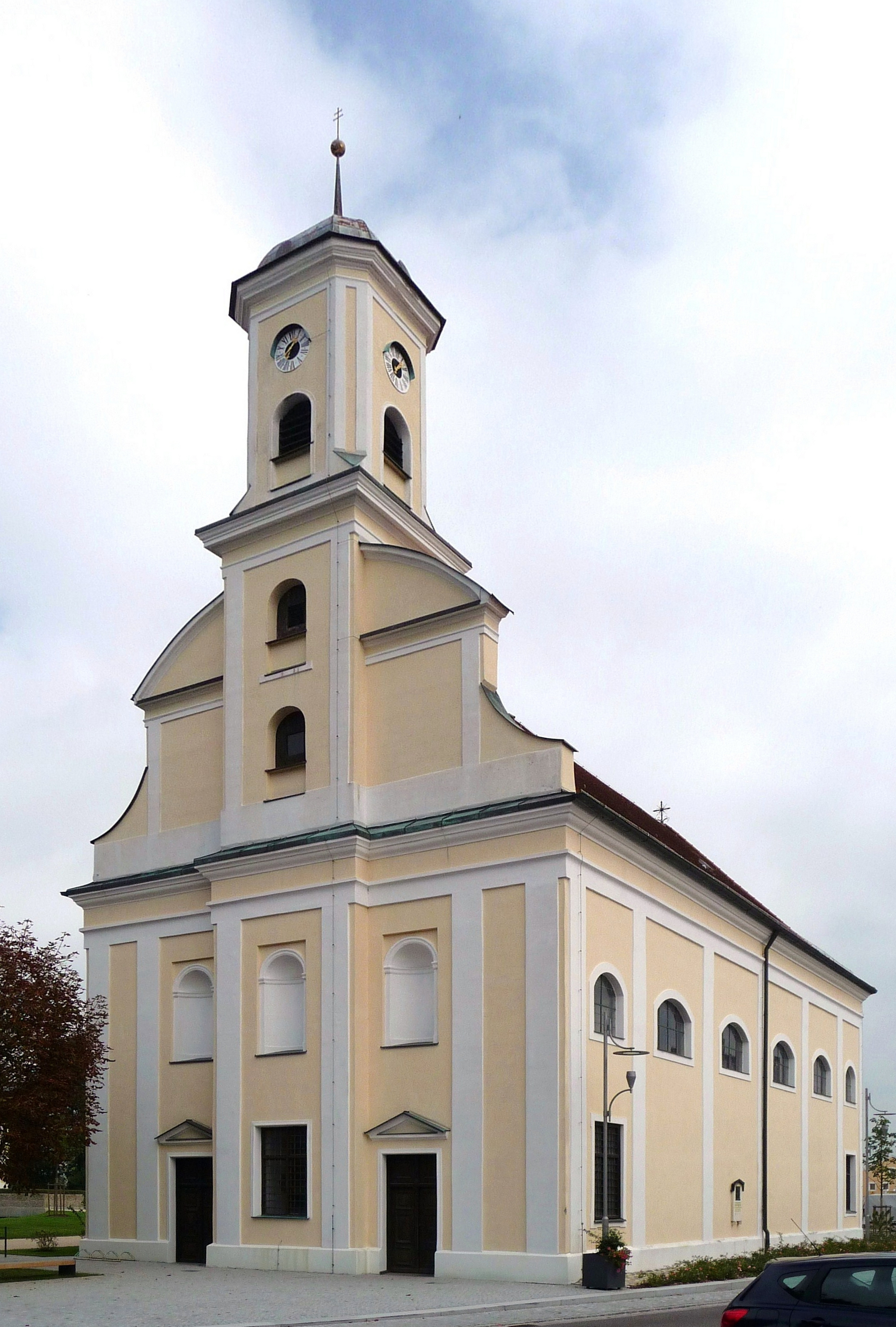
Marktkirche St. Georg

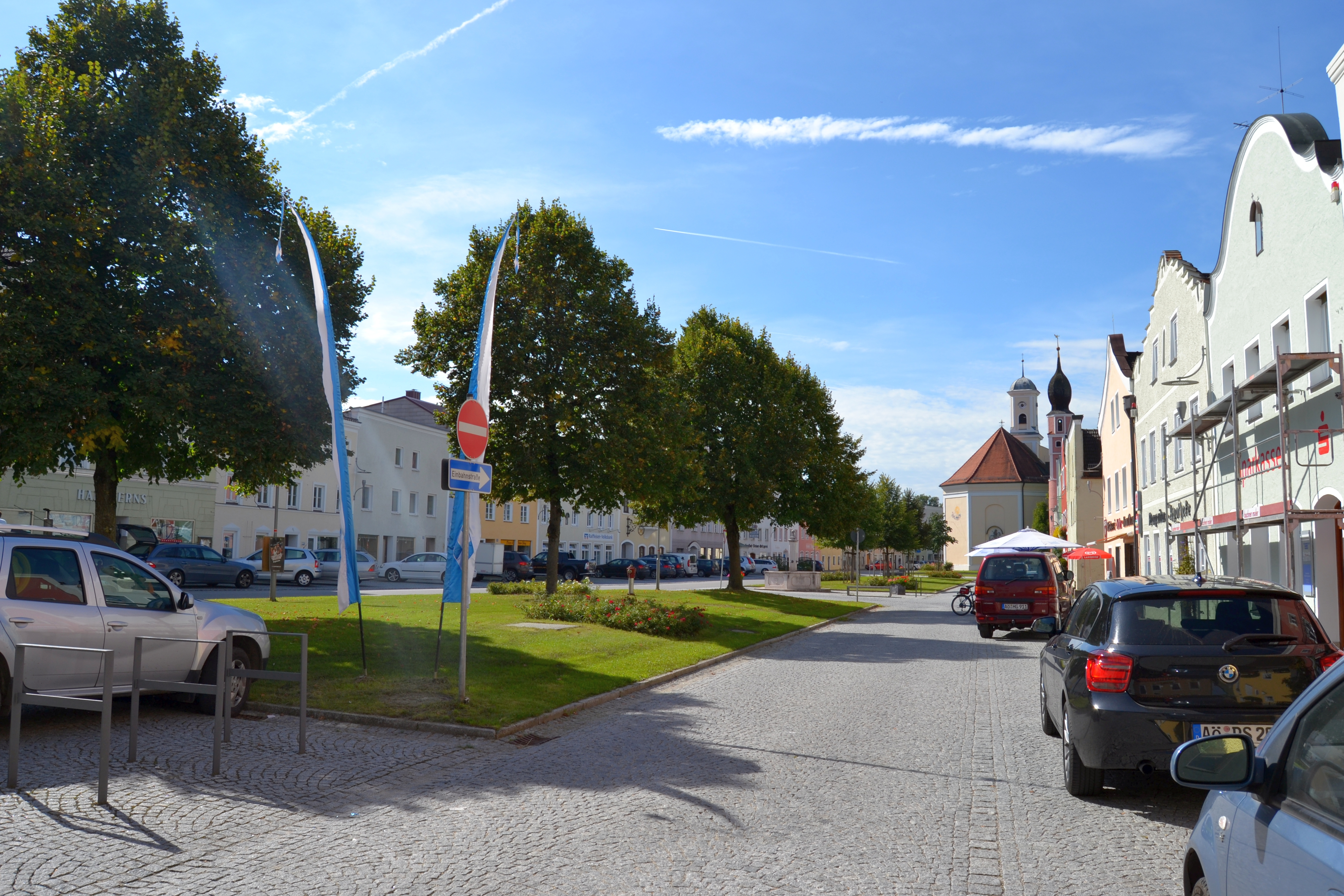
Marktplatz

### Bauwerke
- Schloss Tüßling: Das Schloss wurde 1581 bis 1583 im Auftrag von Johann Veit Graf von Törring erbaut, trotz Brandschäden 1712 und barocker Einbauten hat es im Äußeren seinen Charakter unverändert. Es war als Familienfideikommiss im Eigentum der Familie Mandl von Deutenhofen,[13] dann derer von Michel von Tüßling und ist heute im Besitz der Familie von Pfuel.
- Die Marktkirche St. Georg wurde 1724 erbaut und im 19. und 20. Jahrhundert verändert.
- Das ehemalige Hofmarksrichterhaus stammt teilweise noch aus dem 16. Jahrhundert. Seit 1978 wird es als Rathaus genutzt.
- Die spätgotische Pfarrkirche St. Rupertus in Burgkirchen am Wald stammt aus dem zweiten Viertel des 15. Jahrhunderts und hat eine Barockausstattung sowie einen romanischen Taufstein.
- In Heiligenstatt befindet sich die spätgotische und später barockisierte Wallfahrtskirche Unschuldige Kinder.

### Veranstaltungen
Weithin bekannt ist Tüßling für seine Großveranstaltungen auf Schloß Tüßling.
Jährlich kommen rund 100000 Besucher zu den Großevents. 
Im Sommer findet der Raiffeisen Kultursommer statt, wo hochkarätige Musikstars, wie Elton John und Bryan Adams sowie noch viele weitere internationale Stars bereits auftraten. Im Sommer finden zudem jährlich die Gartentage statt.
Einen großen Weihnachtsmarkt gibt es noch dazu im Winter.
Auch der Tüßlinger Fasching mit seinem jährlichen Faschingsumzug am Faschingsdienstag ist ein Publikumsmagnet.

## Religion
Die katholische Pfarrei im Gemeindegebiet hat ihren Sitz in Burgkirchen am Wald.
Tüßling liegt an der Strecke des Radpilgerweges Benediktweg, der im August 2005 eröffnet wurde.

## Wirtschaft und Infrastruktur

### Wirtschaft
Es gab 2012 im Bereich der Land- und Forstwirtschaft 14, im Produzierenden Gewerbe 195 und im Bereich Handel und Verkehr 49 sozialversicherungspflichtig Beschäftigte am Arbeitsort. In sonstigen Wirtschaftsbereichen waren am Arbeitsort 276 Personen sozialversicherungspflichtig beschäftigt. Sozialversicherungspflichtig Beschäftigte am Wohnort gab es insgesamt 1183. Im verarbeitenden Gewerbe gab es drei Betriebe, im Bauhauptgewerbe zwei Betriebe. Im Jahr 2010 bestanden zudem 30 landwirtschaftliche Betriebe mit einer landwirtschaftlich genutzten Fläche von 904 ha. Davon waren 721 ha Ackerfläche.

### Verkehr

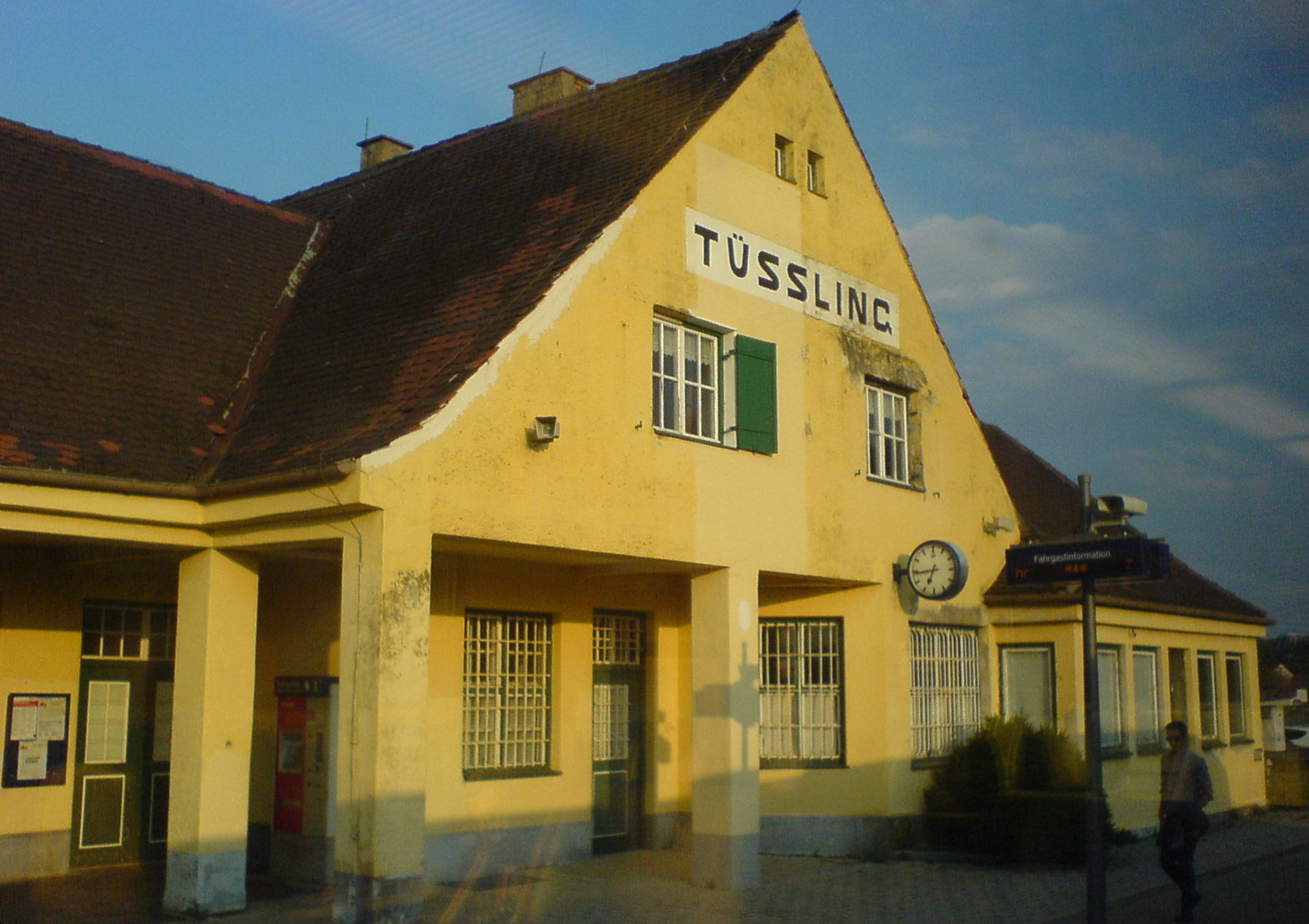
Bahnhof Tüßling

Im Bahnhof Tüßling zweigt die Bahnstrecke Tüßling–Burghausen von der Bahnstrecke Mühldorf–Freilassing ab.

### Bildung
Im Jahr 2012 gab es folgende Einrichtungen:
- Zwei Kindergärten mit insgesamt 115 Kindergartenplätzen und 109 Kindern
- Drei Volksschulen, davon eine in privater Trägerschaft, in denen 25 Lehrkräfte 338 Schüler unterrichteten (Schuljahr 2011/12)

## Persönlichkeiten
- Michael Binder (1920–2002), Politiker (SPD)
- Anna Maria Deybl (um 1720–um 1770), Malerin
- Sebastian Staudhamer (1857–1945), katholischer Geistlicher, Kirchenmaler und Kunsthistoriker
- Josef Kammhuber (1896–1986), Offizier im Deutschen Heer, Reichswehr, Wehrmacht und Bundeswehr
- Karl Freiherr Michel von Tüßling (1907–1991), SS-Offizier
- Stephanie Gräfin Bruges von Pfuel (* 1961), ehemalige Kommunalpolitikerin